# Royal Rumble (2021)
Royal Rumble (2021) foi o 34º evento anual Royal Rumble de luta livre profissional produzido pela WWE. Foi realizado para lutadores das divisões de marca Raw e SmackDown da promoção. O evento foi ao ar em pay-per-view (PPV) e na WWE Network e aconteceu em 31 de janeiro de 2021, no WWE ThunderDome, realizado no Tropicana Field em St. Petersburg, Flórida. Foi o primeiro evento Royal Rumble realizado desde a morte de Pat Patterson, que criou a luta Royal Rumble.
Tradicionalmente, o vencedor do Royal Rumble recebe uma luta pelo campeonato mundial na WrestleMania daquele ano. Para o evento de 2021, os vencedores das lutas masculinas e femininas receberam a escolha de qual campeonato disputar na WrestleMania 37. Os homens podiam escolher entre lutar pelo Campeonato da WWE do Raw, pelo Campeonato Universal do SmackDown ou pelo Campeonato do NXT, enquanto as mulheres podiam escolher entre o Campeonato Feminino do Raw, o Campeonato Feminino do SmackDown e o Campeonato Feminino do NXT.
Seis lutas foram disputadas no evento, incluindo uma no pré-show. No evento principal, o Hall da Fama Edge venceu a luta masculina Royal Rumble e mais tarde foi dito ser parte do Raw, marcando sua segunda vitória geral no Rumble após vencê-lo pela última vez em 2010, tornando-se assim o oitavo bicampeão, o terceiro wrestler a ganhá-lo como o participante número um, o quinto lutador a ganhá-lo como um dos dois lutadores iniciais e o primeiro lutador a vencê-lo depois de ser introduzido no Hall da Fama da WWE. A luta feminina Royal Rumble foi vencida por Bianca Belair, do SmackDown. Em outras lutas proeminentes, Roman Reigns derrotou Kevin Owens em uma luta Last Man Standing para manter o Campeonato Universal e na luta de abertura, Drew McIntyre derrotou Goldberg para manter o Campeonato da WWE. O evento também contou com o retorno oficial no ringue, bem como a aparição final de Christian na WWE, que havia lutado pela última vez em março de 2014, e mais tarde assinou com outra promoção All Elite Wrestling (AEW).

## Produção

### Conceito
Royal Rumble é uma gimmick anual de pay-per-view, produzido todo mês de janeiro pela WWE desde 1988. É um dos quatro pay-per-views originais da promoção, junto com a WrestleMania, SummerSlam e Survivor Series, apelidados de "Big Four". Seu nome vem da luta Royal Rumble, uma batalha real modificada em que os participantes entram em intervalos cronometrados em vez de todos começarem no ringue ao mesmo tempo. As lutas masculinas e femininas geralmente contam com 30 lutadores. Tradicionalmente, o vencedor da luta ganha uma luta por um título mundial na WrestleMania daquele ano. O evento de 2021 foi o 34º evento na cronologia Royal Rumble e contou com lutadores das marcas Raw e SmackDown.

#### Impacto da pandemia de COVID-19
Como resultado da pandemia de COVID-19, a WWE teve que apresentar a maior parte de sua programação para Raw e SmackDown de um cenário a portas fechadas no WWE Performance Center em Orlando, Flórida, começando em meados de março de 2020, embora no final de maio, a promoção começou a usar lutadores do Performance Center para servir como público ao vivo, que foi expandido para amigos e familiares dos lutadores em meados de junho. Em 17 de agosto, a WWE anunciou que todos os shows futuros e pay-per-views seriam realizados no Amway Center de Orlando pelo "futuro previsível", começando com o episódio de 21 de agosto do SmackDown. Além disso, os programas agora apresentam uma nova experiência de visualização de fãs chamada " ThunderDome ", que utiliza drones, lasers, pyro, fumaça e projeções. Aproximadamente 1.000 placas de LED foram instaladas para permitir que os fãs participem virtualmente dos eventos gratuitamente e sejam vistos nas filas e mais filas de placas de LED. O áudio da arena também é mixado com o dos fãs virtuais para que os gritos dos fãs possam ser ouvidos. Após o término do contrato com o Amway Center, a WWE transferiu o ThunderDome para o Tropicana Field em St. Petersburg, Flórida, que começou com o episódio de 11 de dezembro do SmackDown.
Em novembro de 2020, foi relatado que a WWE estava procurando hospedar o Royal Rumble em um local que pudesse ter fãs ao vivo, já que a promoção queria fãs para o evento, mesmo que fosse apenas para este show. No entanto, a pandemia em curso pôs um fim a esses planos, e embora fosse possível desmantelar o ThunderDome para ter fãs ao vivo no Tropicana Field, a WWE decidiu que a enorme tarefa de fazê-lo não valia a pena fazer por apenas uma noite.

### Rivalidades
O show foi composto por seis lutas, incluindo uma no pré-show, que resultaram de enredos roteirizados, onde os lutadores retrataram heróis, vilões ou personagens menos distinguíveis em eventos roteirizados que criaram tensão e culminaram em uma luta ou série de lutas. Os resultados foram pré-determinados pelos escritores da WWE nas marcas Raw e SmackDown, enquanto as histórias foram produzidas nos programas semanais de televisão da WWE, Monday Night Raw e Friday Night SmackDown.
No SmackDown de 8 de janeiro, o Campeão Universal Roman Reigns questionou as recentes decisões do oficial da WWE Adam Pearce, incluindo uma luta guantlet que Pearce havia agendado para aquela noite para determinar o desafiante de Reigns pelo título no Royal Rumble. Reigns questionou se Pearce se colocou na luta, ao que Pearce respondeu que teria sido um conflito de interesses. Mais tarde, o conselheiro especial de Reigns, Paul Heyman, confrontou Pearce nos bastidores e afirmou que ele era capaz de mexer os pauzinhos e que Pearce também estaria competindo no desafio junto com Rey Mysterio, Sami Zayn, Shinsuke Nakamura, King Corbin e Daniel Bryan. Nakamura sobreviveu ao desafio para enfrentar o concorrente final Pearce; no entanto, antes do início da rodada final, Jey Uso provocou Nakamura, o que levou Reigns e Jey a atacar Nakamura e Pearce. Jey colocou Pearce em cima de Nakamura para o pinfall, então Pearce venceu a luta. Na semana seguinte, Heyman fez Pearce assinar o contrato da luta com a estipulação de uma luta sem desqualificação. No entanto, depois que Heyman deu o contrato assinado para Reigns, ele decidiu que queria que a estipulação fosse uma luta Last Man Standing. Mais tarde no ringue, Pearce e Reigns assinaram o contrato alterado, mas quando Pearce estava saindo, ele fingiu uma lesão no joelho, citando que o contrato lhe permitia escolher um substituto para si mesmo em caso de lesão e escolheu Kevin Owens, o adversário anterior, que ficou aquém em suas lutas pelo título graças à interferência de Jey. Owens então fez sua entrada e assinou o contrato para se tornar o oponente de Reigns pelo Universal Championship no Royal Rumble.
Após o sucesso de Drew McIntyre na defesa do WWE Championship durante o episódio especial do Raw "Legends Night" em 4 de janeiro, o WWE Hall of Famer Goldberg, em sua primeira aparição desde a WrestleMania 36 em 2020, apareceu para confrontar McIntyre. Depois de Goldberg elogiar o trabalho e as habilidades de McIntyre, ele afirmou que McIntyre não tinha respeito, alegando que McIntyre via as lendas como sendo "destruídas" e que McIntyre sentia que era melhor do que qualquer um deles quando estavam no auge. Goldberg então desafiou formalmente McIntyre pelo WWE Championship no Royal Rumble. McIntyre respondeu que Goldberg não era o homem que costumava ser e que enfrentá-lo seria como enfrentar seu próprio pai. Goldberg então provocou e empurrou McIntyre, que se levantou e olhou para Goldberg. Na semana seguinte, McIntyre refutou a afirmação de Goldberg e disse que ele realmente tinha respeito, mas disse que rejeitaria o desafio de Goldberg até que Goldberg o pressionasse, o que o levou a aceitar o desafio e oficializar luta. McIntyre aceitou o desafio de Goldberg via satélite, pois durante o mesmo episódio, ele anunciou que tinha testado positivo para COVID-19; seguindo o procedimento padrão de quarentena de 14 dias, McIntyre foi liberado para o Royal Rumble, aparecendo ao vivo no Raw no episódio de 25 de janeiro para ter um último encontro cara a cara com Goldberg antes da luta.
No TLC: Tables, Ladders & Chairs, Sasha Banks manteve o SmackDown Women's Championship contra Carmella. Nas semanas seguintes, Carmella insultou Banks, querendo uma revanche. No episódio de 15 de janeiro do SmackDown, Banks afirmou que daria a Carmella uma revanche apenas se ela enfrentasse Reginald, o sommelier de Carmella em uma luta primeiro. A luta intergender ocorreu na semana seguinte, quando Banks derrotou Reginald. Banks manteve sua promessa e uma revanche entre Banks e Carmella pelo SmackDown Women's Championship foi agendada para o Royal Rumble.

## Evento
| Função:                   | Nome:                                            |
| ------------------------- | ------------------------------------------------ |
| Comentaristas em inglês   | Michael Cole (SmackDown/Royal Rumble masculino)  |
| Comentaristas em inglês   | Corey Graves (SmackDown/Royal Rumble masculino)  |
| Comentaristas em inglês   | Tom Phillips (Raw/Royal Rumble feminino)         |
| Comentaristas em inglês   | Samoa Joe (Raw/Royal Rumble masculino)           |
| Comentaristas em inglês   | Byron Saxton (Raw/Royal Rumble feminino)         |
| Comentaristas em inglês   | Jerry Lawler (Royal Rumble feminino)             |
| Comentaristas em espanhol | Carlos Cabrera                                   |
| Comentaristas em espanhol | Marcelo Rodriguez                                |
| Anunciadores de ringue    | Greg Hamilton (SmackDown/Royal Rumble masculino) |
| Anunciadores de ringue    | Mike Rome (Raw/Royal Rumble feminino)            |
| Árbitros                  | Danilo Anfibio                                   |
| Árbitros                  | Jason Ayers                                      |
| Árbitros                  | Shawn Bennett                                    |
| Árbitros                  | Jessika Carr                                     |
| Árbitros                  | John Cone                                        |
| Árbitros                  | Darrick Moore                                    |
| Árbitros                  | Eddie Orengo                                     |
| Árbitros                  | Chad Patton                                      |
| Árbitros                  | Rod Zapata                                       |
| Entrevistadoras           | Kayla Braxton                                    |
| Entrevistadoras           | Sarah Schreiber                                  |
| Painel do pré-show        | Charly Caruso                                    |
| Painel do pré-show        | Jerry Lawler                                     |
| Painel do pré-show        | Booker T                                         |
| Painel do pré-show        | John "Bradshaw" Layfield                         |
| Painel do pré-show        | Peter Rosenberg                                  |
| Painel do pré-show        | Sonya Deville                                    |

### Pré-show
Durante o pré-show do Royal Rumble, a Campeã Feminina do Raw Asuka e Charlotte Flair defenderam o WWE Women's Tag Team Championship contra Nia Jax e Shayna Baszler. Durante a luta, Ric Flair apareceu com Lacey Evans para distrair sua filha - continuando uma história em andamento do Raw. Quando Charlotte aplicou o Figure Eight Leglock em Baszler, Evans a distraiu. O clímax viu Evans realizar um Women's Right em Charlotte, após o qual Jax executou um leg drop nela para recuperar o título, assim Jax e Baszler se tornaram campeões pela segunda vez.

### Lutas preliminares
O pay-per-view começou com Drew McIntyre defendendo o WWE Championship contra Goldberg. Antes que a luta pudesse começar oficialmente, McIntyre atacou Goldberg com um Glasgow Kiss e uma Spear, tirando Goldberg do ringue. Goldberg então retaliou realizando um Spear em McIntyre através da barricada. Goldberg voltou ao ringue, e depois que McIntyre também conseguiu voltar ao ringue, a luta começou oficialmente. McIntyre aplicou um Claymore Kick em Goldberg para uma contagem de dois. Goldberg executou dois Spears em McIntyre, também para uma contagem de dois. Goldberg então aplicou um Jackhammer em McIntyre, mas McInryre fez o kick out. Enquanto Goldberg tentava outro Spear, McIntyre evitou Goldberg e aplicou um segundo Claymore Kick em Goldberg para reter o título. Após a luta, Goldberg pôs-se de pé e apoiou McIntyre apertando sua mão,
Em seguida, Sasha Banks defendeu o SmackDown Women's Championship contra Carmella (acompanhada por seu sommelier, Reginald). Durante a luta, enquanto Banks jogava Carmella para fora do ringue, Reginald pegou Carmella. Banks então aplicou um head scissors e um Forearm em Reginald. O árbitro expulsou Reginald do ringue. No final, Banks aplicou um Bank Statement em Carmella, forçando-a a desistir, mantendo assim o título.
Após a luta, Bad Bunny cantou sua música, "Booker T", com o próprio Booker T fazendo uma aparição.

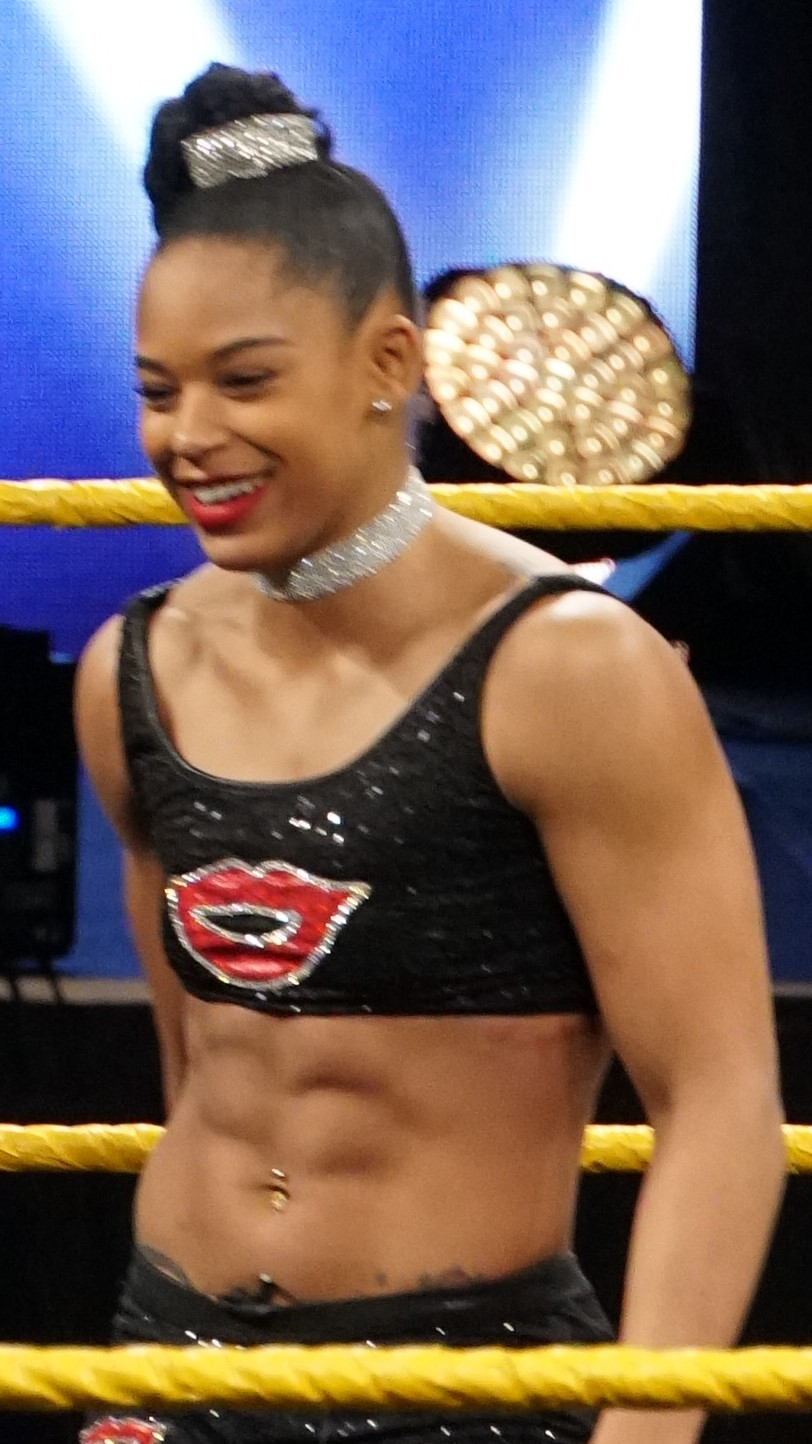
Bianca Belair, vencedora da luta Royal Rumble feminina de 2021

Depois disso, foi a luta Royal Rumble feminina. Bayley e Naomi entraram na luta como o primeira e segunda participantes, respectivamente. Bianca Belair (a terceira a entrar) e, devido à rivalidade em curso, Belair imediatamente tentou eliminar Bayley, no entanto, Bayley evitou a eliminação. Em vez de participar da luta, Billie Kay (a quarta participante) se juntaria aos locutores ao lado do ringue para comentários. Kay tentaria se associar com Shotzi Blackheart do NXT (a quinta participante), Shayna Baszler (a sexta participante), Toni Storm do NXT(a sétima participante), para enfrentar as outras participantes da luta, porém todas a rejeitaram. Kay eventualmente se juntou a Jillian Hall (a oitava participante) e Kay oficialmente entrou na luta, no entanto, mais tarde na luta Kay acabou eliminando Hall. Pouco depois, Kay também foi eliminada. No meio da luta, Lacey Evans (a décima oitava concorrente) entrou na luta acompanhada por Ric Flair enquanto usava o manto de Flair em uma tentativa de insultar Charlotte Flair (a décima quinta participante). Imediatamente após Alicia Fox (a vigésima primeira participante) entrar na luta, o Campeão 24/7 R-Truth entrou na luta pensando que a luta seria uma defesa do 24/7 Championship. Os desafiadores do título 24/7 apareceram e correram atrás de Truth, que então correu para o ringue. Enquanto Truth se defendia, Fox pinou Truth para vencer o título. Mandy Rose (a vigésima segunda participante) eliminou Fox, após o que Truth pinou Fox fora do ringue para recuperar o 24/7 Championship. Quando Carmella (a vigésima quarta participante e acompanhada por Reginald) entrou, Nikki Cross (a vigésima participante) tentou eliminar Carmella, entretanto, Reginald pegou Carmella salvando-a da eliminação. Depois que Carmella eliminou Cross, Tamina (a vigésima quinta participante) atacou Reginald, que esbarrou em Carmella, causando acidentalmente sua eliminação. Alexa Bliss (a vigésima sétima participante) entrou na luta e tentou se transformar em seu alter-ego controlado por "The Fiend" Bray Wyatt (devido ao seu alinhamento com The Fiend), no entanto, Rhea Ripley (a décima quarta participante) eliminou Bliss. Ripley também eliminaria sete oponentes. As três finalistas foram Flair, Ripley e Belair. Belair e Ripley se uniram e eliminaram Flair. No final, depois de uma batalha de ida e volta, Belair eliminou Ripley para vencer a luta e ganhar uma luta por um título mundial na WrestleMania 37. Belair também se tornaria a segunda lutadora a vencer a luta como terceira participante, depois de Ric Flair em 1992. Após a luta, Belair foi entrevistada onde ela afirmou que "ela fez isso".
Na penúltima luta, Roman Reigns (acompanhado por Paul Heyman) defendeu o WWE Universal Championship contra Kevin Owens em uma luta Last Man Standing. No início da luta, Reigns aplicou um Superman Punch em Owens. Owens rebateu um Spear de Reigns em um Pop-up Powerbomb, no entanto, Reigns se levantou em 4. No meio do caminho, os dois lutaram ao lado do ringue onde Reigns atacou Owens violentamente com degraus de aço. Reigns então jogou Owens através de uma mesa de anúncios das placas de LED da arena Thunderdome. Owens e Reigns lutaram nos bastidores, onde Reigns dirigia um carrinho de golfe contra Owens. Owens então executou um Senton Bomb em Reigns de cima de uma empilhadeira. No final, Owens algemou Reigns a uma treliça de iluminação. Incapaz de se levantar e evitar a derrota, Reigns incapacitou o árbitro, empurrando-o contra a treliça. Heyman então apareceu e libertou Reigns com sucesso. No clímax, Reigns aplicou uma guilhotina em Owens, incapacitando-o. Owens não conseguia se levantar pela contagem de 10, portanto Reigns manteve o título.

### Evento principal

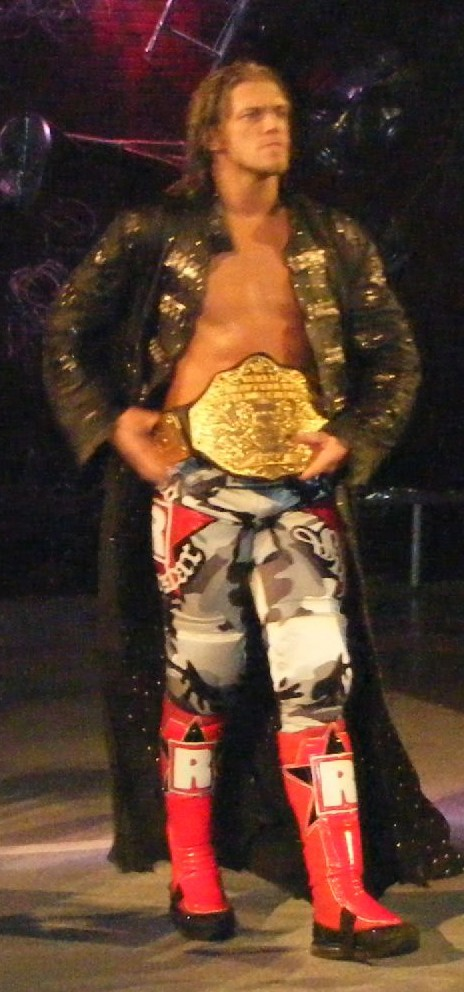
Edge, o vencedor da luta Royal Rumble masculina de 2021

No evento principal, a luta masculina Royal Rumble foi disputada. Edge e Randy Orton começaram a luta como primeiro e segundo participantes, respectivamente. Os dois lutaram ao lado do ringue antes do início oficial da luta. Eles finalmente lutaram no ringue e a luta começou. Orton junto com Sami Zayn (o terceiro participante) e Mustafa Ali (o quarto participante) começaram a atacar Edge, no entanto, Edge lutou contra eles e aplicou um Spear em Orton, que rolou para fora do ringue sob a corda inferior (Orton foi não eliminado devido a escapar sob a corda inferior). Edge seguiu Orton logo depois e os dois continuaram a brigar no ringue. Em sua primeira aparição desde 2010, o agente livre Carlito (o oitavo participante) fez um retorno surpresa, no entanto, ele foi eliminado por Elias (o décimo terceiro participante). Damian Priest do NXT (o décimo quarto participante) fez sua estreia no plantel principal e eliminou Elias. Neste ponto, foi mostrado que a equipe médica cuidava de Orton nos bastidores. Edge então voltou à luta logo depois.
Devido a Bad Bunny ter rejeitado a oferta de The Miz em um segmento anterior, Miz (o décimo quinto participante) destruiu o equipamento de DJ de Bad Bunny no palco e então comemorou com seu parceiro de duplas, John Morrison (o décimo primeiro participante). Um irado Bad Bunny saiu, distraindo Miz e Morrison, que foram eliminados por Priest. Bad Bunny então executou um cross body em Miz e Morrison. Kane (o décimo oitavo participante) fez seu retorno surpresa mas foi eliminado por Priest. Mais tarde na luta, e sua primeira luta oficial desde 2014, Christian (o vigésimo quinto participante) fez seu retorno surpresa à ação dentro do ringue. Seth Rollins (o vigésimo nono participante) e Braun Strowman (o trigésimo participante) então retornou após seus respectivos hiatos. Os cinco finalistas foram Edge, Christian, Rollins, Strowman e Orton (embora Orton não tenha retornado neste momento devido a uma lesão no joelho anterior). Rollins convenceu Strowman a trabalhar junto e eliminar Edge e Christian, entretanto, Strowman se voltou contra Rollins logo depois. Enquanto Strowman tentava eliminar Edge, Christian ajudou Edge e ambos eliminariam Strowman. Edge logo eliminou Rollins depois disso. No clímax, Orton voltou à luta aplicou um RKO em Edge. Orton tentou eliminar Edge, no entanto, Edge contra-atacou e eliminou Orton para ganhar a luta pela segunda vez e ganhando uma luta por um título mundial na WrestleMania 37. Edge se tornou o oitavo lutador a vencer a luta Royal Rumble duas vezes, o terceiro lutador a vencer a luta como o participante número um (depois de Shawn Michaels em 1995 e Chris Benoit em 2004), e o primeiro lutador a vencer uma luta Royal Rumble após ser incluído no Hall da Fama da WWE. Além disso, esta foi apenas a terceira vez que o primeiro e o segundo participantes duraram toda a luta e terminaram como os dois últimos (ocorrendo pela antes em 1995 e 1999).

## Depois do evento

### Raw
Na noite seguinte no Raw, o Campeão da WWE Drew McIntyre apareceu e afirmou que Goldberg havia ganhado seu respeito. McIntyre foi interrompido pelo vencedor do Royal Rumble, Edge. McIntyre elogiou Edge, no entanto, Edge o questionou, pois achava que McIntyre seria mais agressivo. Depois que Edge disse que escolheria McIntyre como seu oponente na WrestleMania 37, Sheamus, amigo de McIntyre, apareceu. McIntyre então perguntou a Edge sobre sua decisão e Edge afirmou que revelaria sua escolha no devido tempo. Após Edge sair do ringue, Sheamus atacou McIntyre com um Brogue Kick, mandando uma mensagem direta de que ele não era mais amigo de McIntyre e queria o WWE Championship.
Insatisfeito com a vitória de Edge no Royal Rumble e sua vitória sobre Edge na "The Greatest Wrestling Match Ever" no Backlash em 2020, Randy Orton desafiou Edge para uma luta final no Raw. No evento principal, Edge derrotou Orton graças a uma distração de Alexa Bliss (continuando uma história entre Orton, Bliss e "The Fiend" Bray Wyatt), pondo fim à rivalidade de Edge e Orton.
Também no episódio da noite seguinte do Raw, as ex-Campeãs Femininas de Duplas da WWE Asuka e Charlotte Flair participaram de uma luta de três equipes para ganharem a oportunidade de uma revanche pelos títulos contra as novas campeãs Nia Jax e Shayna Baszler, que também envolveu as equipes de Naomi e Lana e Dana Brooke e Mandy Rose. Graças a outra distração de Ric Flair e Lacey Evans, a luta foi vencida por Naomi e Lana.
Bad Bunny foi um convidado do "Miz TV". The Miz e John Morrison pediram desculpas por suas ações no Royal Rumble, que Bunny aceitou; no entanto, Bunny não se desculpou por suas próprias ações. Bunny afirmou então que um dos seus sonhos era se tornar um lutador da WWE, com o qual Miz afirmou que poderia ajudá-lo como mentor (referindo-se a quando ele era mentor de Daniel Bryan em 2010), no entanto, Bunny rejeitou a oferta. Bunny então declarou que a única razão pela qual ele estava lá era porque seu "amigo" queria estar no Miz TV, o que levou Damian Priest a se apresentar, fazendo sua estreia no Raw. Priest então apareceu e atacou Miz. Uma luta entre Priest e Miz se seguiu, onde Priest saiu vitorioso.

### NXT
Na quarta-feira seguinte no NXT, o vencedor do Royal Rumble, Edge, fez uma aparição especial. Ele falou sobre como ver a paixão, direção e foco no wrestling no NXT ajudou a motivá-lo a fazer seu retorno. Ele disse ao Campeão do NXT Finn Bálor ao oponente de Bálor no TakeOver: Vengeance Day Pete Dunne, que iria assistir a sua luta e, independentemente de quem ganhasse, isso poderia influenciar sua decisão sobre o título mundial que ele disputaria na WrestleMania 37, provocando a possibilidade de que Edge pode escolher o NXT Championship.

### SmackDown
Na sexta-feira no SmackDown, o Campeão Universal Roman Reigns abriu o show, acompanhado por Paul Heyman e Jey Uso. Ele disse que manteve sua palavra de que derrotaria Kevin Owens. Ele então voltou sua atenção para o vencedor do Royal Rumble, Edge, assumindo que Edge escolheria desafiá-lo na WrestleMania 37. Ele chamou Edge, que ainda não havia chegado à arena. Reigns então exigiu que Edge desse a ele sua decisão antes do final da noite. Mais tarde naquela noite, Edge apareceu e questionou-se sobre quem deveria desafiar, seja o Campeão da WWE Drew McIntyre, o Campeão do NXT Finn Bálor, ou o Campeão Universal, que então apareceu, novamente com Heyman e Jey. Depois de alguma conversa, Reigns fez Jey voltar para os bastidores. Reigns então exigiu que Edge o escolhesse, mas antes que Edge pudesse responder, Owens veio por trás e atacou Reigns com um Stunner.
A vencedora do Royal Rumble feminino, Bianca Belair, falou sobre sua importante vitória. Ela mencionou a possibilidade de enfrentar a Campeã Feminina do Raw Asuka ou a Campeã Feminina do SmackDown Sasha Banks na WrestleMania 37 (mais cedo naquele dia, ela também mencionou a possibilidade de enfrentar a Campeã Feminina do NXT Io Shirai durante uma entrevista com Ryan Satin). Ela foi interrompida pelo sommelier de Carmella, Reginald, que disse que Belair não poderia derrotar Banks, assim como ela também não poderia derrotar Carmella, que então fez sua entrada. Carmella se gabou de como ela havia derrotado Banks no passado, e que ela também poderia derrotar Belair. Banks então apareceu e disse a Carmella que elas haviam terminado. Ela então elogiou Belair, mas disse que ela não era a melhor, pois não tinha o SmackDown Women's Championship. Reginald interrompeu e disse que Belair perderia para Banks, depois disso, Belair chicoteou Reginald com seu cabelo enquanto Banks e Carmella assistiam.

## Resultados
| Nº                                          | Lutas                                                                 | Estipulações                                                                            | Tempo   |
| ------------------------------------------- | --------------------------------------------------------------------- | --------------------------------------------------------------------------------------- | ------- |
| Pré- show                                   | Nia Jax e Shayna Baszler derrotaram Asuka e Charlotte Flair (c)       | Luta de duplas pelo WWE Women's Tag Team Championship                                   | 10:30   |
| 1                                           | Drew McIntyre (c) derrotou Goldberg                                   | Luta individual pelo WWE Championship                                                   | 2:32    |
| 2                                           | Sasha Banks (c) derrotou Carmella (com Reginald Thomas) por submissão | Luta individual pelo WWE SmackDown Women's Championship                                 | 10:25   |
| 3                                           | Bianca Belair venceu eliminando por último Rhea Ripley                | Luta Royal Rumble de 30 lutadoras por uma luta por um título mundial na WrestleMania 37 | 58:50   |
| 4                                           | Roman Reigns (c) (com Paul Heyman) derrotou Kevin Owens               | Luta Last Man Standing pelo WWE Universal Championship                                  | 24:54   |
| 5                                           | Edge venceu eliminando por último Randy Orton                         | Luta Royal Rumble de 30 lutadores por uma luta por um título mundial na WrestleMania 37 | 1:00:32 |
| (c) – Refere-se aos campeões antes da luta. |                                                                       |                                                                                         |         |

### Royal Rumble feminino - entradas e eliminações
– Raw
     – SmackDown
     – NXT
     – Hall of Famer (HOF)
     – Agente livre
     – Vencedora
| Nº | Lutadora          | Marca        | Ordem de eliminação | Eliminada por               | Tempo | Eliminações |
| -- | ----------------- | ------------ | ------------------- | --------------------------- | ----- | ----------- |
| 1  | Bayley            | SmackDown    | 12                  | Bianca Belair               | 29:08 | 1           |
| 2  | Naomi             | Raw          | 22                  | Nia Jax e Shayna Baszler    | 47:39 | 0           |
| 3  | Bianca Belair     | SmackDown    | —                   | Vencedora                   | 56:52 | 4           |
| 4  | Billie Kay        | SmackDown    | 3                   | Ruby Riott e Liv Morgan     | 08:11 | 1           |
| 5  | Shotzi Blackheart | NXT          | 1                   | Shayna Baszler              | 03:46 | 0           |
| 6  | Shayna Baszler    | Raw          | 24                  | Nia Jax                     | 41:46 | 6           |
| 7  | Toni Storm        | NXT          | 4                   | Rhea Ripley                 | 11:21 | 0           |
| 8  | Jillian Hall      | Agente livre | 2                   | Billie Kay                  | 08:03 | 0           |
| 9  | Ruby Riott        | SmackDown    | 7                   | Bayley                      | 10:53 | 1           |
| 10 | Victoria          | Agente livre | 5                   | Shayna Baszler              | 07:15 | 0           |
| 11 | Peyton Royce      | Raw          | 10                  | Charlotte Flair             | 13:40 | 1           |
| 12 | Santana Garrett   | NXT          | 6                   | Rhea Ripley                 | 04:32 | 0           |
| 13 | Liv Morgan        | SmackDown    | 8                   | Peyton Royce                | 06:37 | 1           |
| 14 | Rhea Ripley       | NXT          | 29                  | Bianca Belair               | 39:06 | 7           |
| 15 | Charlotte Flair   | Raw          | 28                  | Rhea Ripley e Bianca Belair | 33:47 | 1           |
| 16 | Dana Brooke       | Raw          | 9                   | Rhea Ripley                 | 02:58 | 0           |
| 17 | Torrie Wilson     | HOF          | 11                  | Shayna Baszler              | 03:59 | 0           |
| 18 | Lacey Evans       | Raw          | 20                  | Shayna Baszler              | 19:21 | 1           |
| 19 | Mickie James      | Raw          | 14                  | Lacey Evans                 | 07:20 | 0           |
| 20 | Nikki Cross       | Raw          | 17                  | Carmella                    | 07:37 | 0           |
| 21 | Alicia Fox        | Agente livre | 13                  | Mandy Rose                  | 01:48 | 0           |
| 22 | Mandy Rose        | Raw          | 16                  | Rhea Ripley                 | 03:49 | 1           |
| 23 | Dakota Kai        | NXT          | 15                  | Rhea Ripley                 | 02:06 | 0           |
| 24 | Carmella          | SmackDown    | 18                  | Tamina                      | 00:47 | 1           |
| 25 | Tamina            | SmackDown    | 23                  | Nia Jax e Shayna Baszler    | 08:31 | 0           |
| 26 | Lana              | Raw          | 26                  | Natalya                     | 09:58 | 1           |
| 27 | Alexa Bliss       | Raw          | 19                  | Rhea Ripley                 | 01:02 | 0           |
| 28 | Ember Moon        | NXT          | 21                  | Nia Jax                     | 01:51 | 0           |
| 29 | Nia Jax           | Raw          | 25                  | Lana                        | 02:44 | 4           |
| 30 | Natalya           | SmackDown    | 27                  | Bianca Belair               | 02:00 | 1           |

### Royal Rumble masculino - entradas e eliminações
– Raw
     – SmackDown
     – NXT
     – Hall of Famer (HOF)
     – Agente livre
     – Vencedor
| Nº | Lutador           | Marca        | Ordem de eliminação | Eliminado por                            | Tempo   | Eliminações |
| -- | ----------------- | ------------ | ------------------- | ---------------------------------------- | ------- | ----------- |
| 1  | Edge              | HOF          | —                   | Vencedor                                 | 1:00:32 | 3           |
| 2  | Randy Orton       | Raw          | 29                  | Edge                                     | 1:00:32 | 0           |
| 3  | Sami Zayn         | SmackDown    | 2                   | Big E                                    | 13:04   | 0           |
| 4  | Mustafa Ali       | Raw          | 4                   | Big E                                    | 13:18   | 1           |
| 5  | Jeff Hardy        | Raw          | 1                   | Dolph Ziggler                            | 03:25   | 0           |
| 6  | Dolph Ziggler     | SmackDown    | 9                   | Kane                                     | 20:30   | 1           |
| 7  | Shinsuke Nakamura | SmackDown    | 12                  | King Corbin                              | 22:01   | 0           |
| 8  | Carlito           | Agente livre | 5                   | Elias                                    | 08:26   | 0           |
| 9  | Xavier Woods      | Raw          | 3                   | Mustafa Ali                              | 03:42   | 0           |
| 10 | Big E             | SmackDown    | 19                  | Omos                                     | 29:45   | 4           |
| 11 | John Morrison     | Raw          | 8                   | Damian Priest                            | 08:14   | 0           |
| 12 | Ricochet          | Raw          | 10                  | Kane                                     | 11:37   | 0           |
| 13 | Elias             | Raw          | 6                   | Damian Priest                            | 02:30   | 1           |
| 14 | Damian Priest     | NXT          | 16                  | Bobby Lashley                            | 15:34   | 4           |
| 15 | The Miz           | Raw          | 7                   | Damian Priest                            | 01:02   | 0           |
| 16 | Riddle            | Raw          | 25                  | Seth Rollins                             | 31:17   | 1           |
| 17 | Daniel Bryan      | SmackDown    | 24                  | Seth Rollins                             | 28:50   | 1           |
| 18 | Kane              | Agente livre | 11                  | Damian Priest                            | 01:51   | 2           |
| 19 | King Corbin       | SmackDown    | 14                  | Dominik Mysterio                         | 03:34   | 2           |
| 20 | Otis              | SmackDown    | 13                  | King Corbin                              | 00:53   | 0           |
| 21 | Dominik Mysterio  | SmackDown    | 15                  | Bobby Lashley                            | 02:00   | 1           |
| 22 | Bobby Lashley     | Raw          | 18                  | Big E, Christian, Daniel Bryan, e Riddle | 04:03   | 3           |
| 23 | The Hurricane     | Agente livre | 17                  | Big E e Bobby Lashley                    | 00:30   | 0           |
| 24 | Christian         | Agente livre | 27                  | Seth Rollins                             | 18:12   | 1           |
| 25 | AJ Styles         | Raw          | 23                  | Braun Strowman                           | 10:27   | 0           |
| 26 | Rey Mysterio      | SmackDown    | 20                  | Omos                                     | 03:47   | 0           |
| 27 | Sheamus           | Raw          | 22                  | Braun Strowman                           | 05:56   | 0           |
| 28 | Cesaro            | SmackDown    | 21                  | Braun Strowman                           | 04:10   | 0           |
| 29 | Seth Rollins      | SmackDown    | 28                  | Edge                                     | 08:48   | 4           |
| 30 | Braun Strowman    | Raw          | 26                  | Edge e Seth Rollins                      | 07:24   | 3           |